# سانادا یوکیماسا
d͡ʒ
سانادا یوکیماسا (به ژاپنی: 真田幸昌)؛ یک سامورایی در اوایل دوره ادو اهل ژاپن بود. او پسرارشد سانادا یوکیمورا و همسر اصلی‌اش چیکورین-این بود.